# Lipnice nad Sázavou (hrad)
Hrad Lipnice v Lipnici nad Sázavou je jeden z českých šlechtických hradů, který byl založen kolem roku 1310 mocným rodem pánů z Lichtenburka a přestavěn na počátku šestnáctého století za Trčků z Lípy. Od roku 1963 je chráněn jako kulturní památka. Je ve vlastnictví státu (správu zajišťuje Národní památkový ústav) a je přístupný veřejnosti.

## Historie

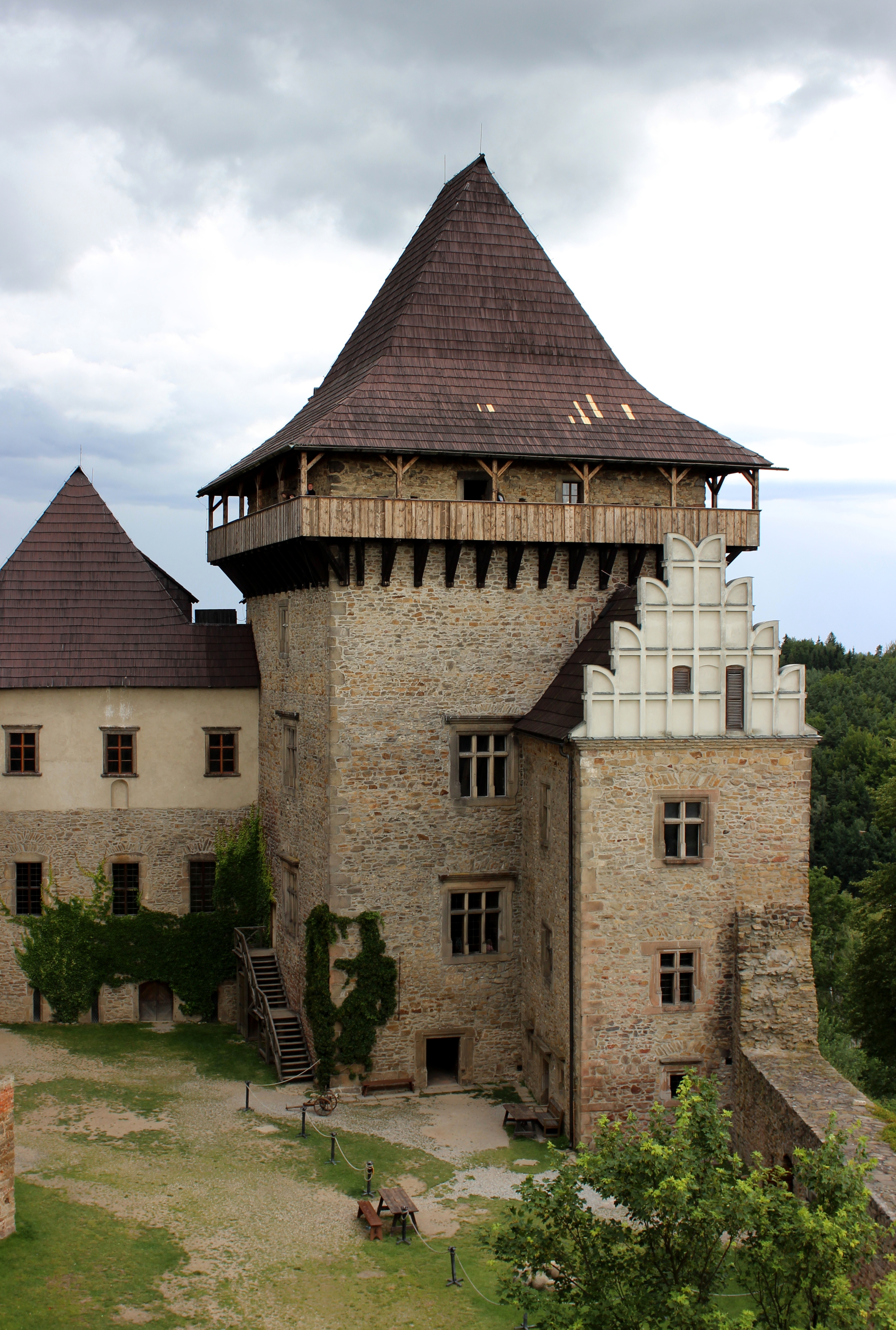
Věž Samson

### V letech 1310–1634
Od počátku čtrnáctého století stojí hrad Lipnice jako strážný v krajině údolí řeky Sázavy. Byl postaven na vyvýšenině, ze které se otvírá daleký výhled až k vrcholům Železných hor a Žďárských vrchů. Hrad si dal postavit moravský hejtman a velmož, Raimund z Lichtenburka. Roku 1314 se připomíná jeho purkrabí Bernhard. První přímá zmínka o hradu pochází z roku 1316, kdy Rajmund z Lichtenburka Lipnici roku 1319 prodal Řehníkovi z Dražic, kterému ji téhož roku zkonfiskoval král Jan Lucemburský, a ještě v roce 1319 předal Jindřichovi z Lipé jako náhradu za prodej Žitavy. Po Jindřichově smrti hrad zdědili čtyři synové: Jan, Jindřich, Čeněk a vyšehradský probošt Pertold, který hrad i panství spravoval v letech 1338–1347. Dal vyzdobit hradní kapli svatého Vavřince nástěnnými malbami, ve dvou pásech je tvořil pašijový cyklus, z něhož se dochovalo jen torzo. V letech 1370–1376 Lipnice patřila České koruně. Poté ji Karel IV. dal do zástavy Bočkovi z Poděbrad. Od něj hrad získal Vítek z Landštejna, který dal roku 1380 z purkrabského domu zřídit kapitulu pro šest kanovníků a děkana. Prostřednictvím sňatku jeho vnučky Kateřiny získal hrad Čeněk z Vartenberka, který při zadním hradním paláci upravil věž Samson. Za Čeňka z Vartenberka byli v roce 1417 v lipnické hradní kapli vysvěceni první husitští kněží[zdroj⁠?!] a je také možné, že zde byl roku 1421 přinejmenším s jeho vědomím dokončen rukopis označovaný jako Lipnická bible. Roku 1436 přešel hrad s přihrazeným městečkem a Německým Brodem koupí na Trčky z Lípy. Za téměř dvousetleté vlády husitských rytířů Trčků z Lípy byl hrad přestavěn na výstavnou pozdně gotickou hradní residenci. Martin z Thurnu v letech 1561–1593 přistavěl dvouramenné schodiště a druhé patro starého hradního paláce, které dal vyzdobit v renesančním stylu. Trčkové se vrátili roku 1594. Po smrti posledního z nich, Jana Rudolfa († 1634) získal hrad francouzský císařský důstojník Matouš Vernier z Rougemontu.

### V letech 1639–1869

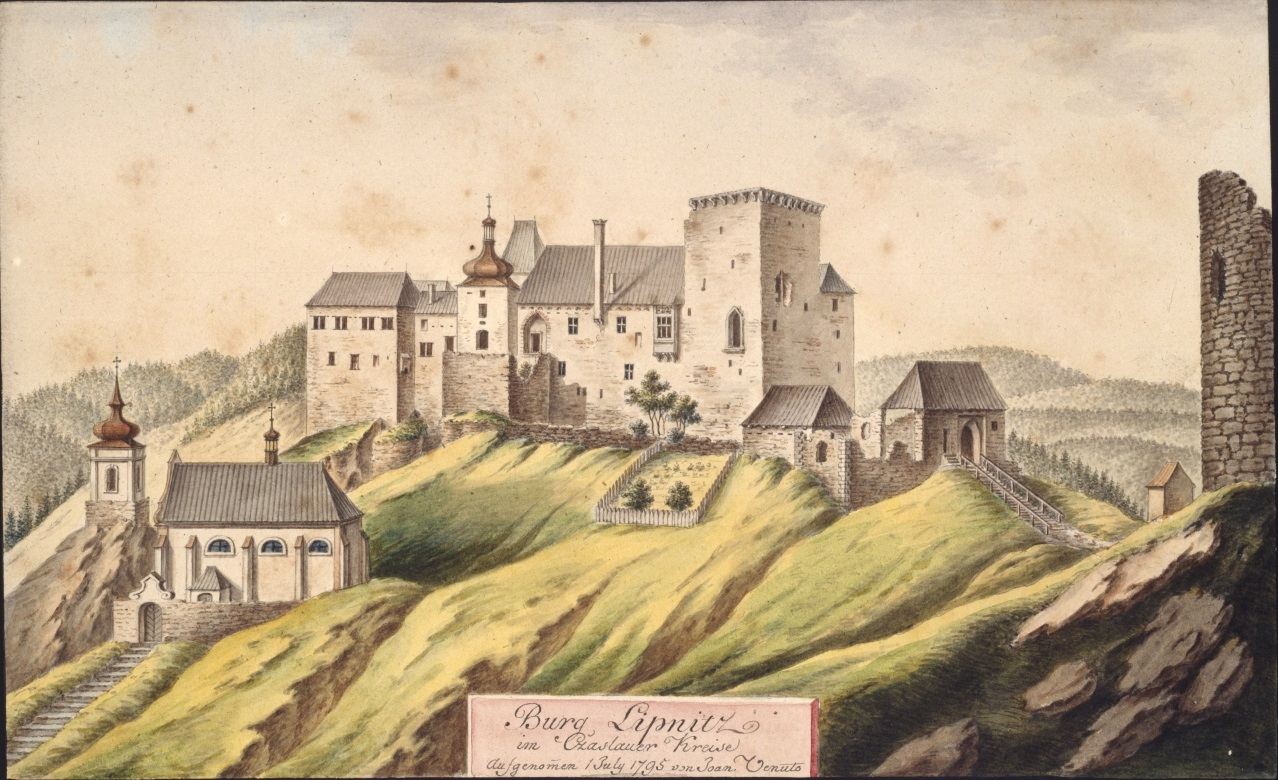
Hrad a farní kostel svatého Víta na vedutě z roku 1795 od Jana Antonína Venuta

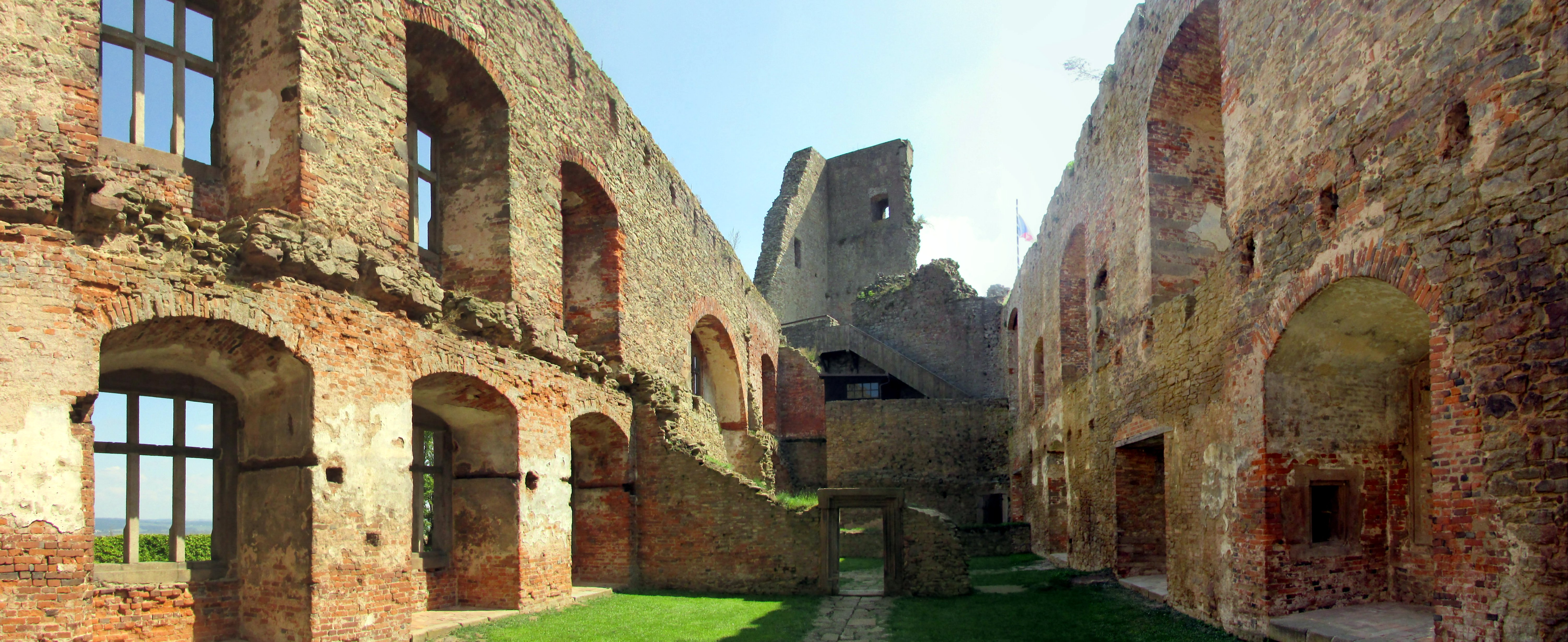
Vyhořelý Trčkovský palác

Za třicetileté války byl hrad 1639 obležen švédským vojskem generála Banéra. Švédové pobořili městské hradby, ale hrad se nepodařilo dobýt. Teprve po vítězné bitvě u Jankova roku 1645 vojsko generálmajora Douglase zvítězilo nad císařskou posádkou, a obsadilo hrad i městečko až do roku 1648, kdy obojí zanechalo zpustošené. Lipnické panství pak získali Vernierové, kteří zde nebydleli. Správu přenechali své vrchnosti, její úředníci obývali na hradě jen několik bytů.
Od osmnáctého století hrad pomalu chátral, za vlády Karla Josefa z Palmu a jeho potomků již byl objekt oceněn jen ve výši stavebního materiálu. V roce 1842 koupila panství Josefína Trauttmansdorffová, manželka rakouského diplomata hraběte Josefa Trauttmansdorffa, dlouholetého vyslance v Prusku. Roku 1847 se při vichřici zřítila část nepokryté věže a v listopadu roku 1869 celý hrad vyhořel.

### Novodobé dějiny
Ve dvacátém století podnikl první záchranné akce Sbor pro záchranu hradu Lipnice, ustavený v Německém Brodu roku 1917, a Klub českých turistů, založený v roce 1925, který měl sídlo přímo na hradě. Hrad je také spojen se jménem spisovatele Jaroslava Haška, který zde dělal průvodce v době, kdy bydlel dole v městečku Lipnice nad Sázavou.
Hrad byl částečně opraven a zrekonstruován. Je ve správě Národního památkového ústavu, územní pracoviště Brno, další opravy stále probíhají. V současnosti hrad návštěvníkům nabízí jeden prohlídkový okruh monumentální hradní architekturou s vyhlídkou do dalekého kraje, gotickou i barokní hradní kapli svatého Vavřince a mohutné hradní sklepy se zbytky středověké hodovní síně, hlubokou hradní studnou a bývalé vězení. Hradní muzeum má sbírku archeologických nálezů a hmotných předmětů každodenního života. Mimořádná je sbírka gotických kamnových kachlů, které pocházejí nejméně ze šesterých kamen z období od poloviny 14. do 16. století.

## Stavební podoba

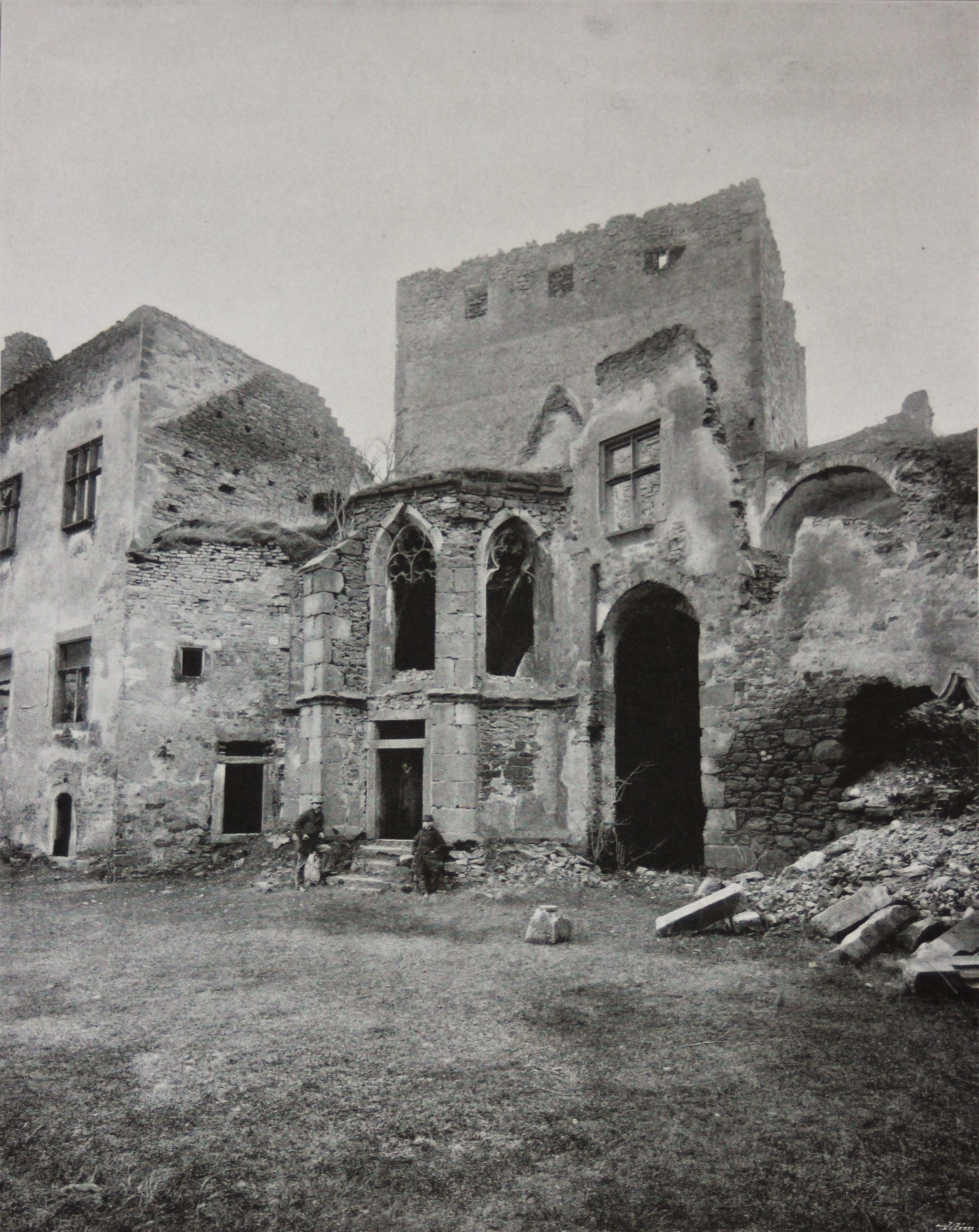
Kaple svatého Vavřince (před rokem 1898)

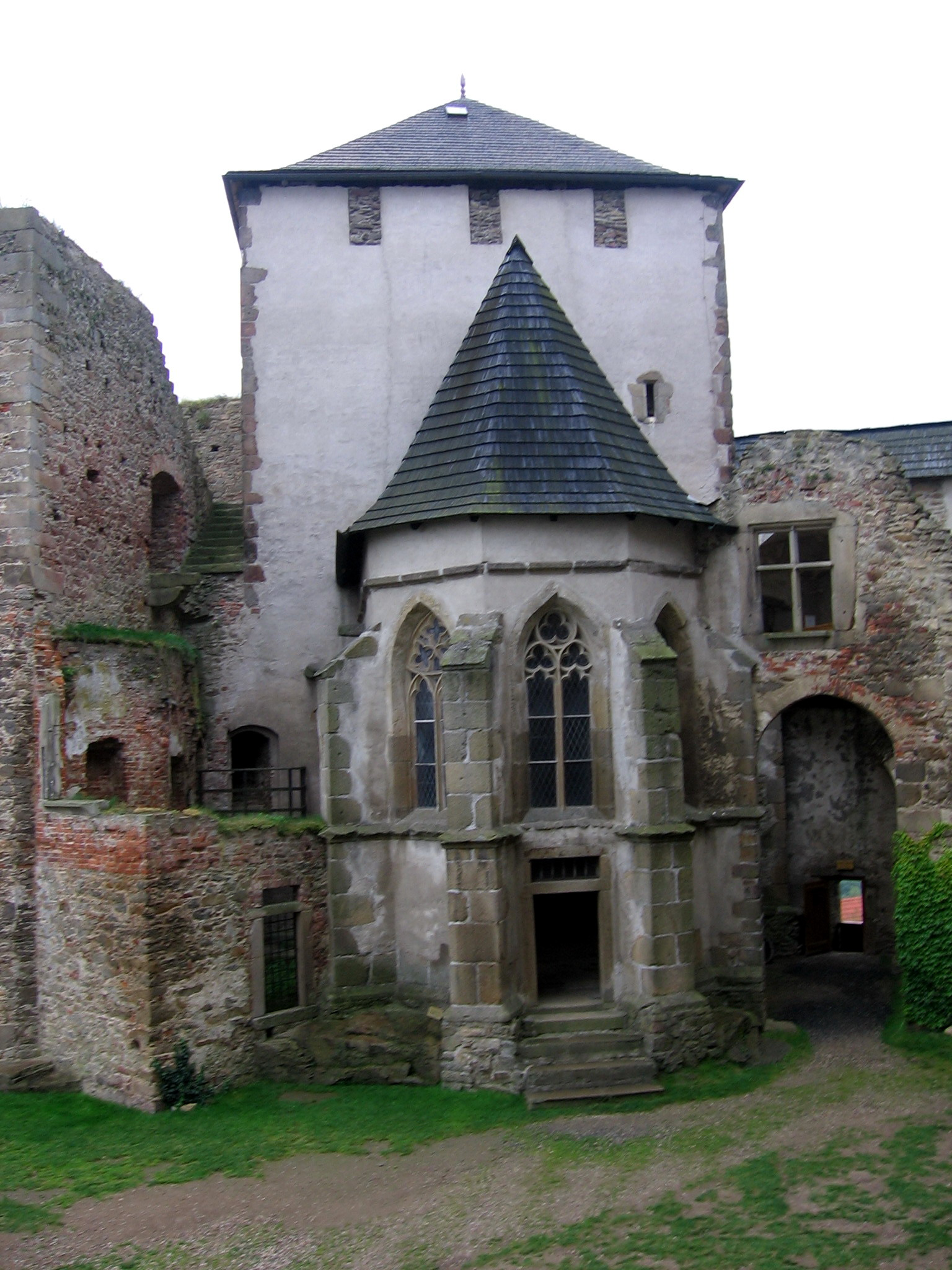
Kaple svatého Vavřince

Ve nejstarší stavební fázi byl hrad nejspíše nenáročným objektem, který zcela zanikl při přestavbě Jindřicha z Lipé, jehož stavba měla reprezentovat dvorskou kulturu vlivného šlechtice. Dominantou hradu se stala rozměrná obytná věž (donjon) na lichoběžníkovém půdorysu s nejdelší stranou dlouhou 21 metrů. Zřícenina hranolové věže stojí na jižním okraji hradu, má valené klenby v přízemí a na příporách se dochovaly konzoly, které nesly ochoz. K boční stěně donjonu přiléhá věž první brány. Obě věže jsou propojené průchodem ve druhém patře. Za věží stávala na jižní straně nádvoří dvoupatrová budova purkrabství, po roce 1380 přestavěného na kapitulní dům pro šest kanovníků a děkana. Zbytky zdiva se dochovaly v pozdně gotickém paláci.
Zadní část hradu oddělovala hradba s druhou věžovitou bránou. Věž z větší části zanikla, ale dochovaly se po ní patníky a část sedile patrné v obvodové hradbě. Zadní část hradu uzavírá palác s rozměry 40 × 20 metrů. Vznikl ve dvou stavebních fázích. Starší je jihozápadní část, ke které byla brzy po jejím dokončení přistavěna druhá na severovýchodě. Spolu s ní byla koncem čtrnáctého století postavena také druhá obytná věž zvaná Samson. Mladší křídlo paláce je podsklepené jediným klenutým prostorem. Obytné prostory se nacházely na vnější straně prvního patra a nádvorní stranu zaujal velký sál. Při přestavbě na konci čtrnáctého století byl také hvězdovou klenbou zaklenut průjezd první brány a postavena parkánová hradba.
Kaple svatého Vavřince je významnou stavbou na druhém nádvoří, má čtvercový půdorys s raně gotickým polygonálním presbytářem s původními okenními kružbami, žebrovou klenbou a figurálními konzolami na příporách. Jsou na nich tesány například hlava rytíře v klobouku, hlava monstra s vyplazeným jazykem, nebo prasnice kojící dva chlapce s židovskými klobouky. Z počátku 14. století pochází také klenutý výklenek (sedile) se zbytky maleb. Loď kaple byla přestavěna po požáru v 15. století a opět v 17. století.
Rozdělení hradu příčnou hradbou bylo zrušeno Trčky z Lípy při jejich pozdně gotické přestavbě. Její hlavní stavbou se stal zejména nový palác mezi jižním donjonem a kaplí a menší spojovací křídlo mezi kaplí a starým palácem. V jižní věži bylo zaklenuto první patro a na jihozápadní straně přibyl velký arkýř. Úpravy starého paláce a věže Samson už nesly znaky renesanční architektury. Trčkové také významně zmodernizovali opevnění. Jeho základem se staly zemní bastiony. Jeden chránil malé předhradí před první bránou a druhý, zvaný bašta Křenovka, se nachází na severovýchodní straně hradu. Na opevnění hradu navazovaly hradby městečka a jeho součástí byla také Bílá věž na návrší nad jižním okrajem města. Bílá věž patří mezi předsunuté bašty. Tvořila ji okrouhlá věž opevněná příkopem a valem.

## Pověsti
| Rok  | Počet návštěvníků |
| ---- | ----------------- |
| 2015 | 25 441            |
| 2016 | 25 665            |
| 2017 | 27 688            |

K hradu se váže například pověst o krásné Kateřině z Landštejna, která se zamilovala do Jindřicha z Dubé. Když to zjistil její manžel Čeněk z Vartenberka, dal Jindřicha zavraždit a ženu zazdít vedle Jindřicha do výklenku v hradní kapli.

## Hrad ve filmu
Hrad se objevil v následujících filmech a pohádkách:
- Čert ví proč (2003, režie: Roman Vávra)
- Ať žijí rytíři! (2009, režie: Karel Janák)
- Soumrak templářů (anglicky Knightfall, 3. díl první série (Černý vlk a bílý vlk), 2017, režie: David Petrarca)

## Galerie

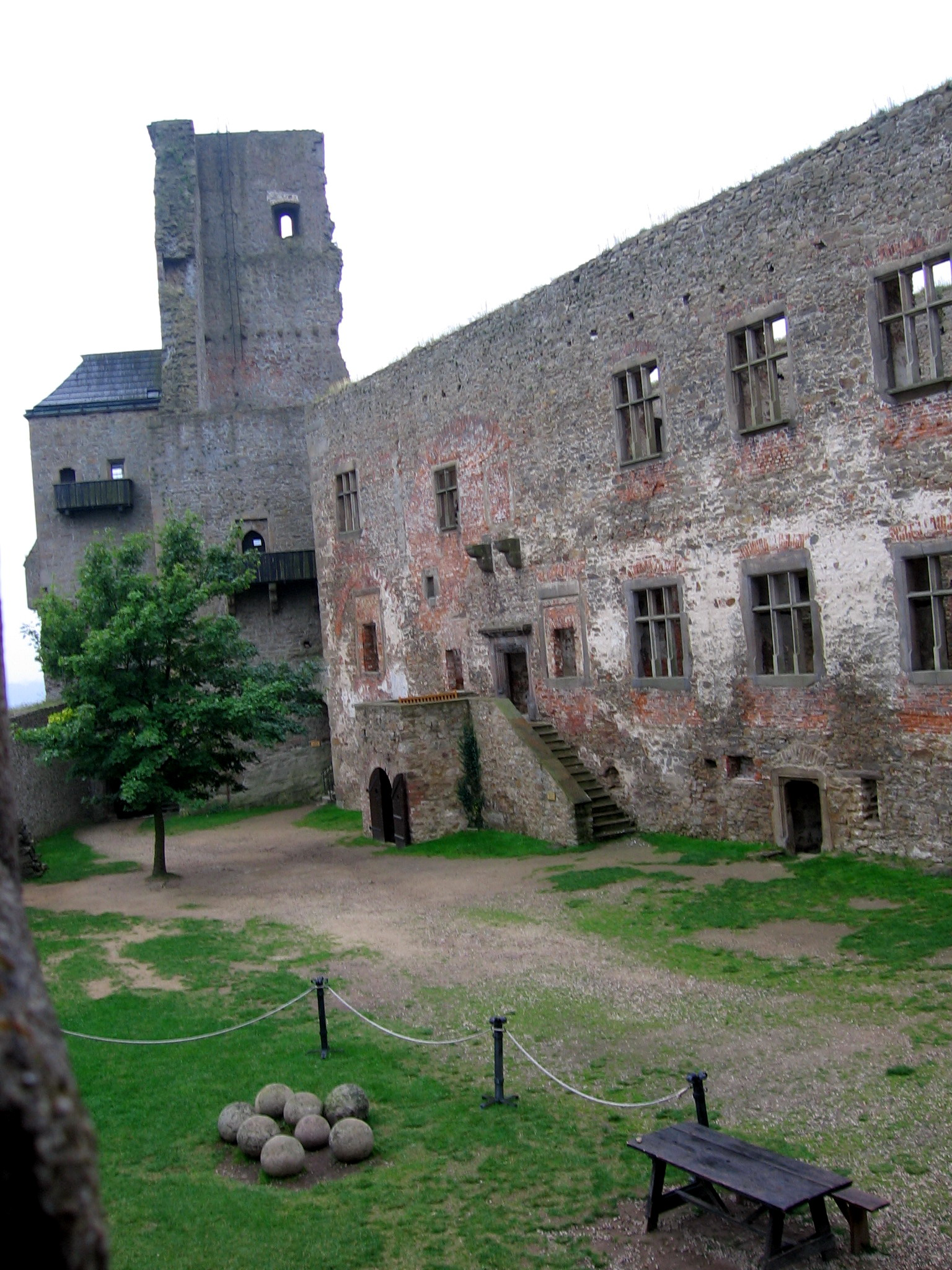
Starý palác a věž
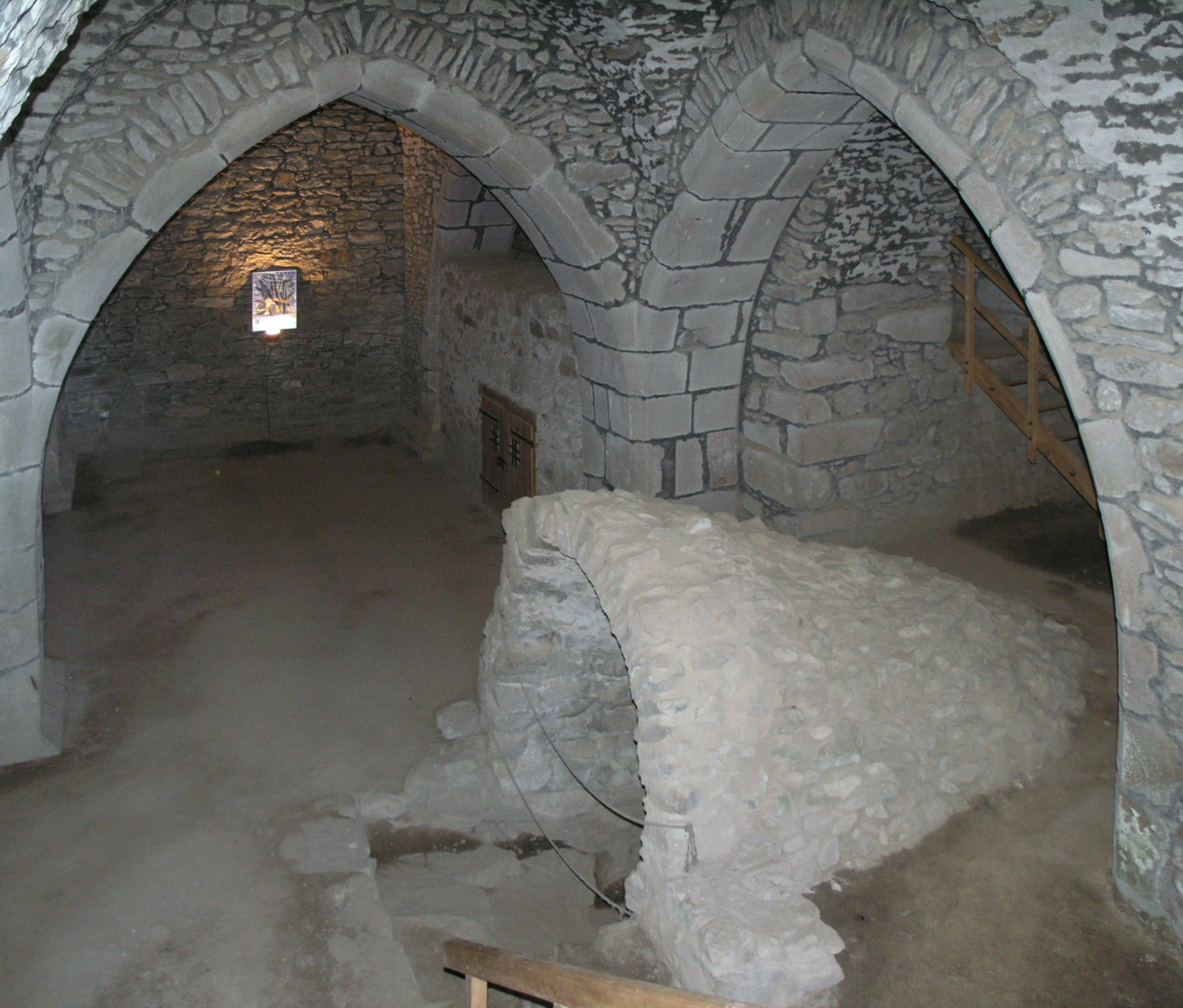
Sklepení hradu
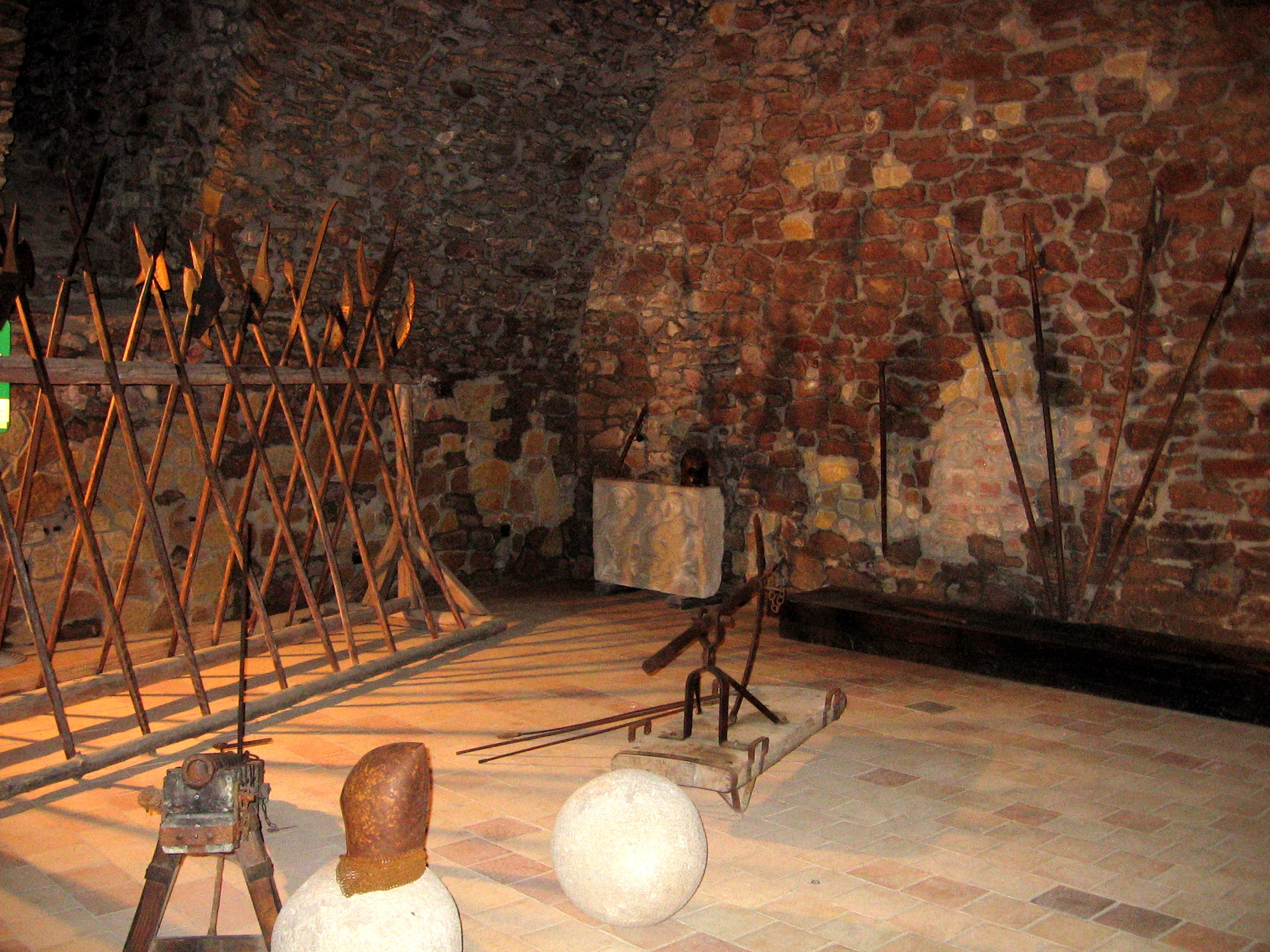
Zbrojnice
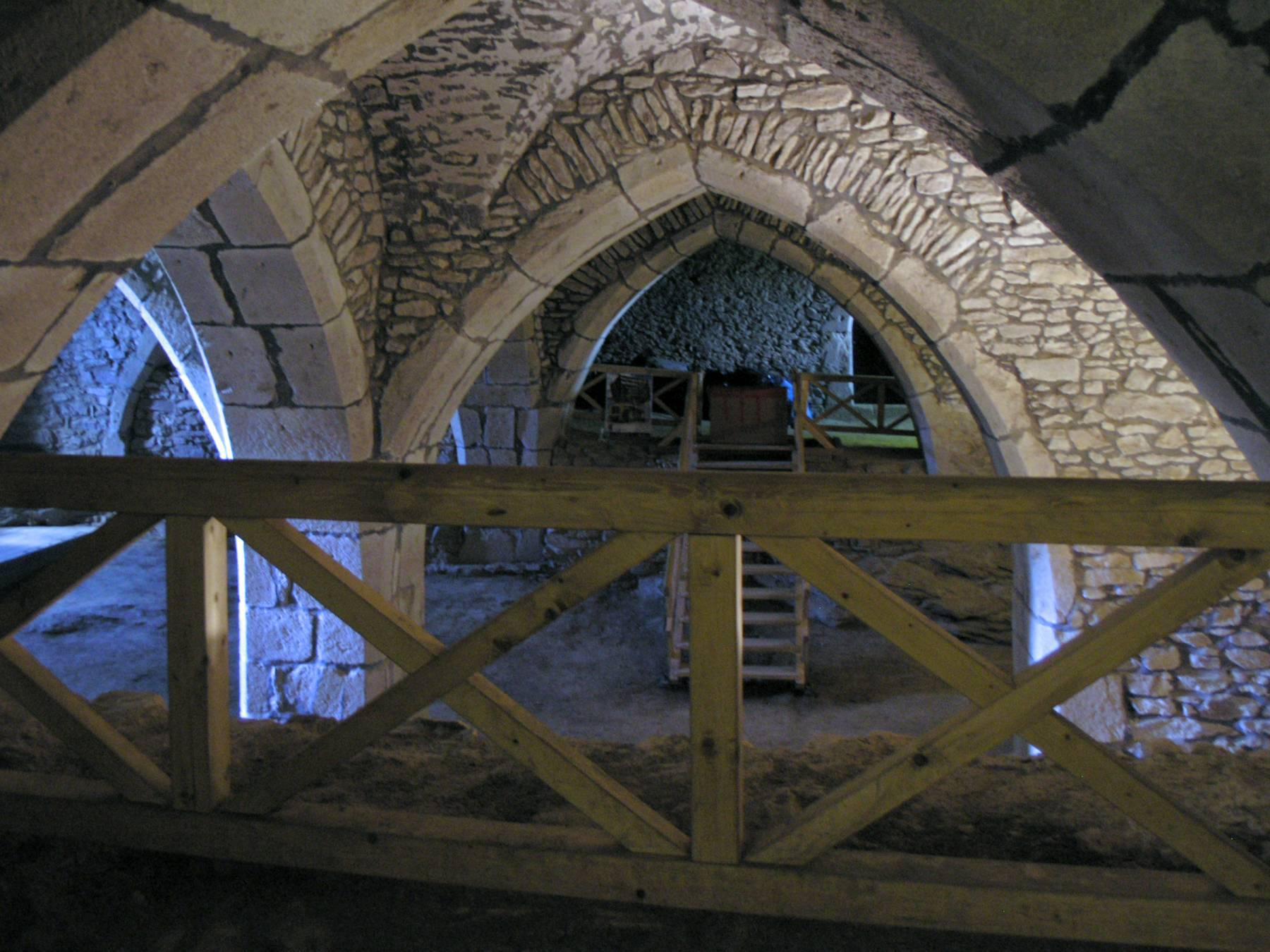
Gotické klenby v suterénu hradu
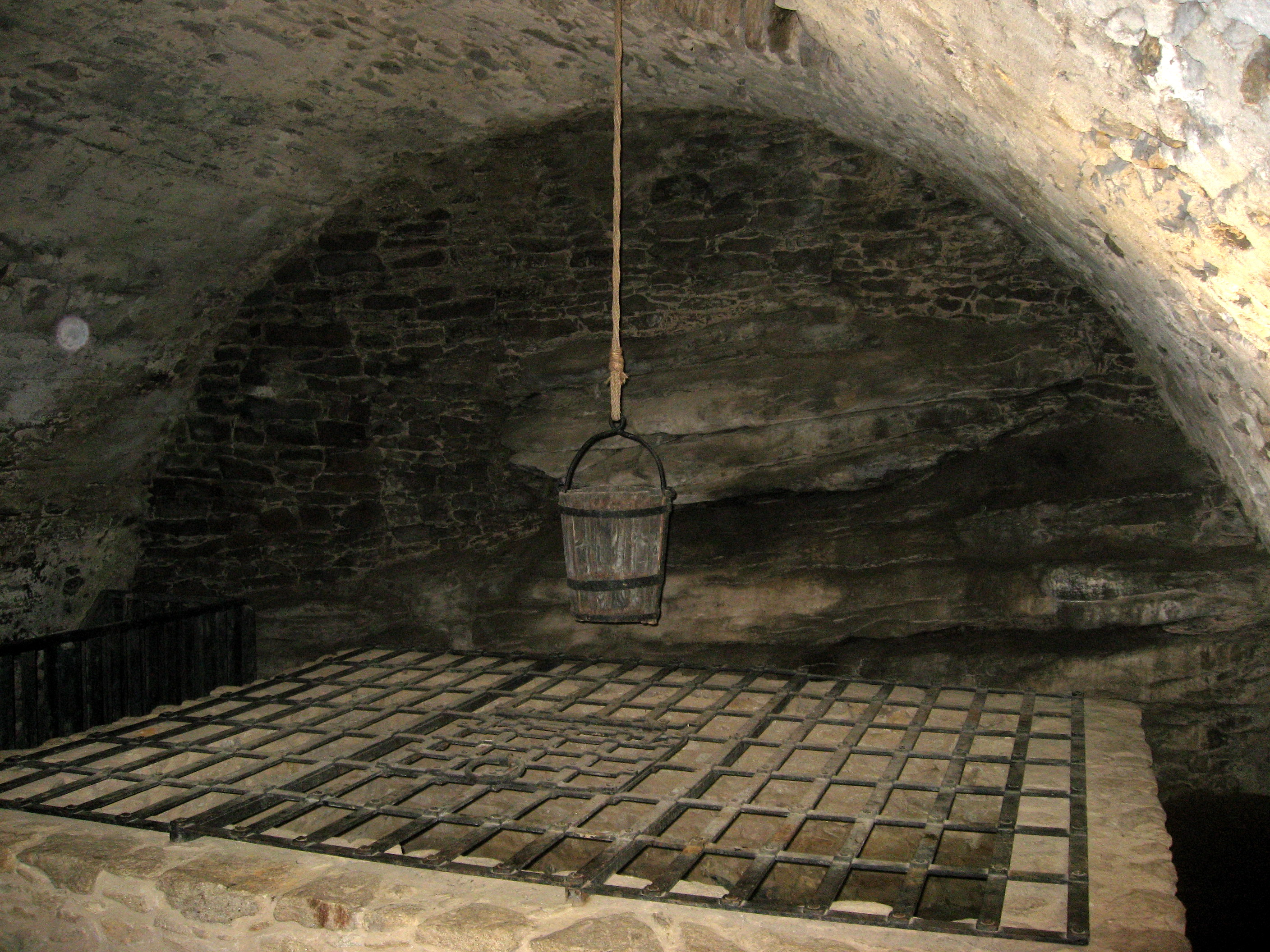
Studna
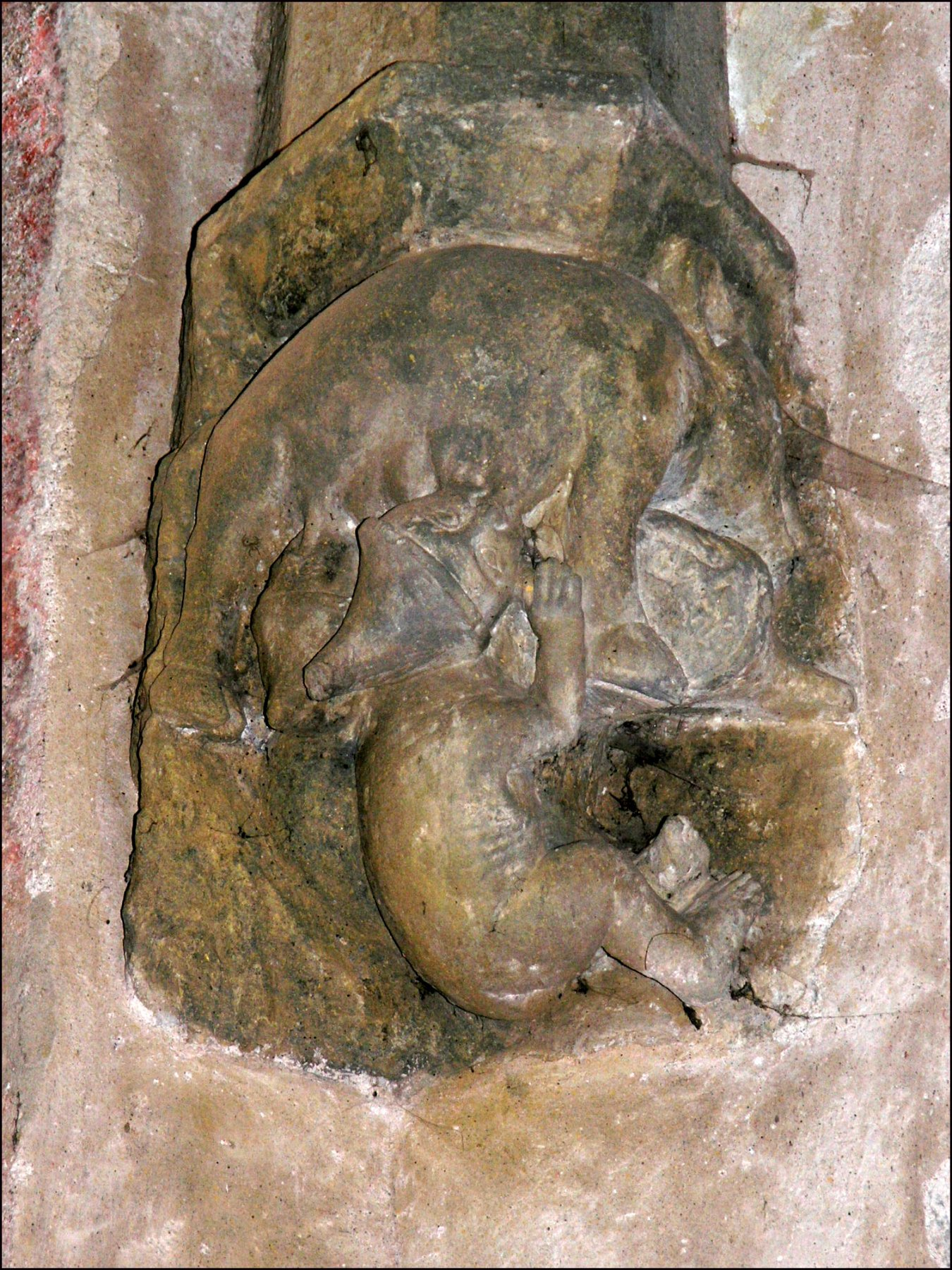
Konzola s židovským chlapcem a vepřem v kapli
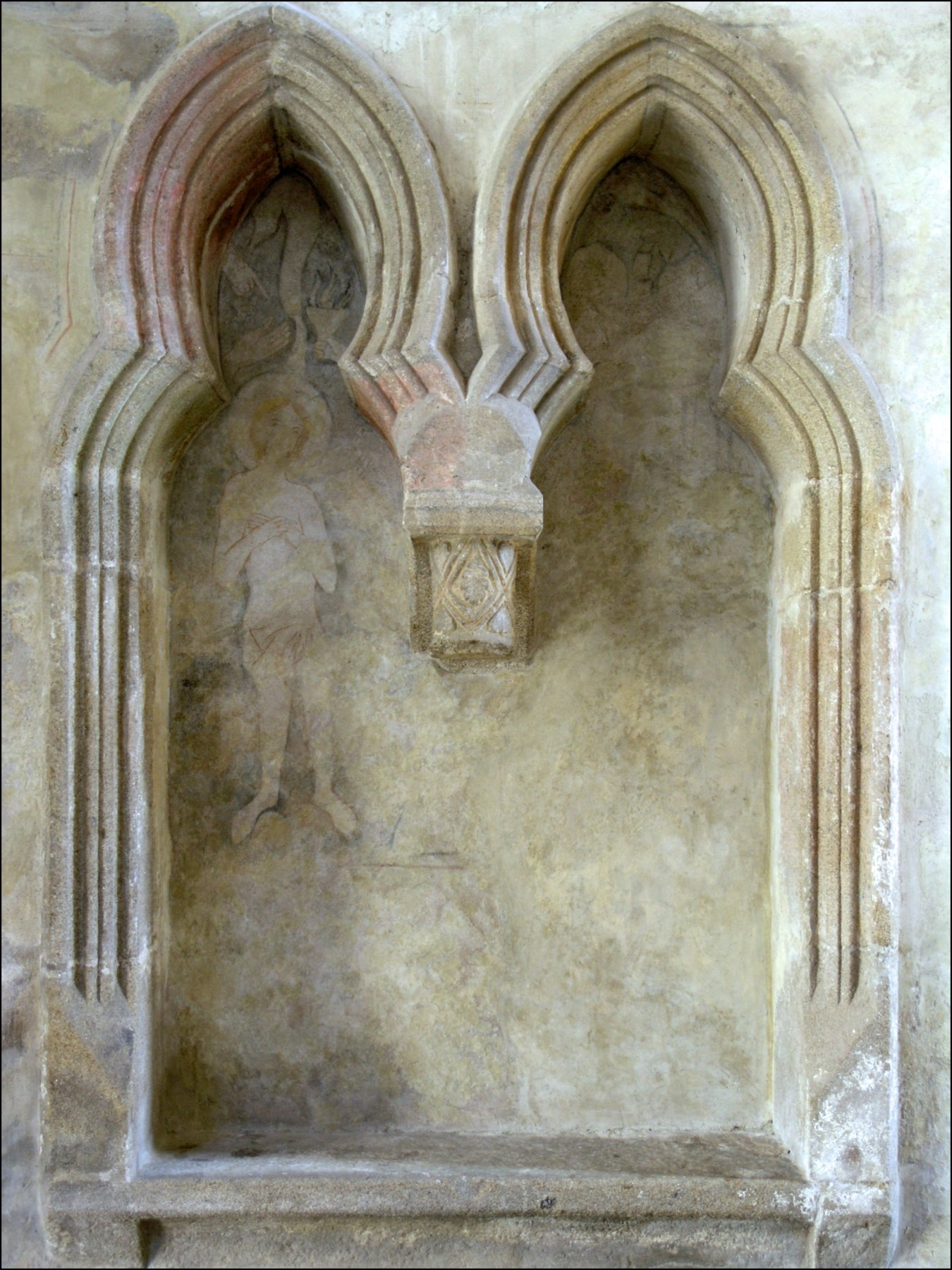
Raně gotické sedile s malbou v kapli